# Axel Hägerström

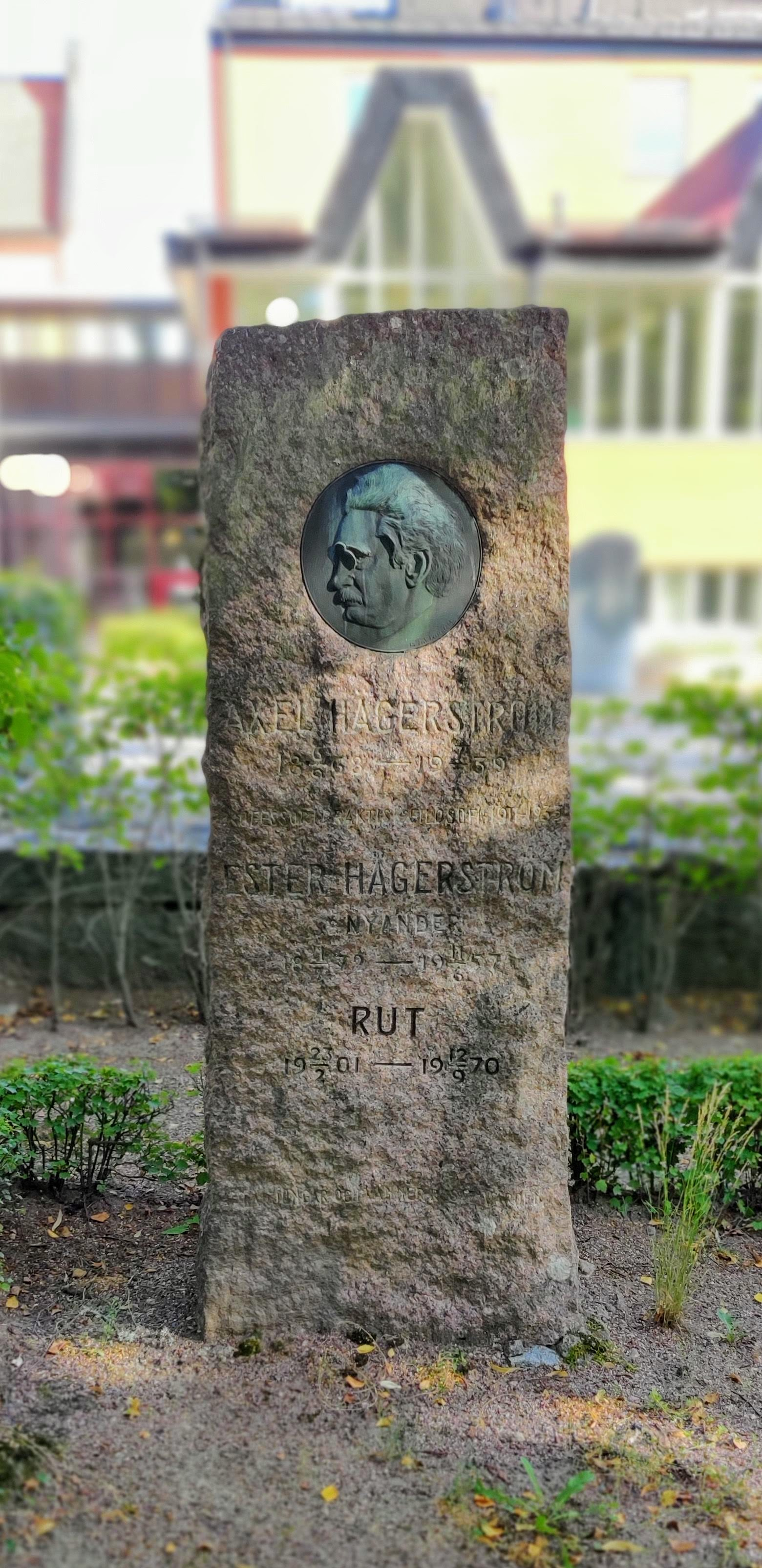
Gravvård på Uppsala gamla kyrkogård.

Axel Anders Teodor Hägerström, född 6 september 1868 i Vireda socken i Jönköpings län, död 7 juli 1939 i Uppsala, var en inflytelserik svensk filosof. Han var värdenihilist och grundare av den så kallade Uppsalafilosofin och dess avläggare Uppsalaskolan. Hägerström var även inspektor vid Östgöta nation i Uppsala där hans porträtt ännu hänger i nationsbiblioteket. 

## Biografi
Hägerström var son till kyrkoherden Karl Fredrik Theodor Hägerström och Augusta Maria Skarin. Även farfadern Carl Peter Hägerström var präst och kyrkoherde i Östra Tollstad. Morfadern Johan Skarin var kronofogde, och mormodern Charlotte Björn var bördig från Finland.
Hägerström växte upp i Örberga nära Vadstena. Han började studera vid Uppsala universitet 1886 och avlade teologisk-filosofisk examen 1887. Efter en personlig religiös kris lämnade han dock teologin och avlade filosofie kandidatexamen med teoretisk och praktisk filosofi som huvudämnen. 
I ett Uppsala där Erik Olof Burman präglade den filosofiska strömningen promoverades Hägerström till filosofie doktor 1893 och utnämndes samma år till docent i praktisk filosofi. Han var i flera år tillfälligt förordnad på professuren i samma ämne, tills han 1911 utnämndes till ordinarie professor, vilket han förblev till 1933.
Axel Hägerström gifte sig 1899 med Esther Anna Amalia Nyander. Makarna blev svärföräldrar till Sten Waller och morföräldrar till John Waller. De är begravna på Uppsala gamla kyrkogård.

## Hägerströms filosofi
Se även Uppsalafilosofin.
Hägerström var en originell tänkare, vars filosofiska ståndpunkt påverkats mera av den tyska transcendentalfilosofin än av den närmast föregående eller samtida svenska idéströmningarna. Han bestämde filosofins uppgift som uppvisande och klargörande av det självnödvändiga. Detta utgörs av den logiska nödvändigheten, på vilken all kunskap ytterst måste vila, även vissheten om medvetandets egen verklighet. 
Denna logiska nödvändighet, som inte får identifieras med det mänskliga tänkandets lag, är enligt Hägerström ensamt det absoluta. Han ville icke ansluta sig till den så kallade idealismen i vanlig mening, som gör personligheten som sådan till det absoluta, och erkände heller icke skillnaden mellan väsen och fenomen i betydelsen av absolut verklighet och grad av verklighet. En grad av verklighet skulle på samma gång innebära grad av overklighet, men det overkliga är ingenting. I denna mening tillerkände därför Hägerström ej personligheten någon högre verklighet än naturen. På sådant sätt torde man kunna antyda Hägerströms avståndstagande till exempel från den boströmska filosofin, utan att det är möjligt att här i korthet egentligen ge någon föreställning om hans egen positiva åsikt. 
Som akademisk lärare utövade Hägerström ett ej ringa inflytande och kan i viss mån sägas bland sina lärjungar ha bildat en "filosofisk skola", den så kallade Uppsalafilosofin. I likhet med sin lärjunge Adolph Phalén tog Hägerström avstånd från subjektivism; hans kritik därom var hans viktigaste bidrag till kunskapsteorin. Han är dock främst ihågkommen för sina bidrag till värdeteorin. Axel Hägerström är den främste företrädaren för den värdeteoretiska uppfattning som kom att kallas "värdenihilism". Enligt denna är en moralisk föreställning varken sann eller falsk. Moraliska omdömen saknar sanningsvärde eftersom de (enbart anses) ha en emotiv funktion. Detta medför också att etiken inte är en lära i moral, utan enbart en lära om moralen. 
Vid sidan av filosofin hade han ett inflytande på juridiken, då han var lärare för flera framstående personer som Dag Hammarskjöld, Östen Undén, Arthur Engberg  och Gunnar Hägglöf, samt den som inspirerade till Uppsalaskolan med personer som Vilhelm Lundstedt och Karl Olivecrona, vilken fick ett enormt genomslag för den socialdemokratiska rättsfilosofin. Ytterligare en av hans studenter var Ingemar Hedenius.
Hägerström invaldes som ledamot av Kungliga Vetenskapsakademien 1929.